# Богдан Ляхерт
Богдан Казімеж Ляхерт (пол. Bohdan Kazimierz Lachert; 13 червня 1900, Москва — 8 січня 1987, Варшава) — польський архітектор.

## Біографія
Народився 13 червня 1900 року в Москві в сім'ї промисловця Вацлава Ляхерта і Ванди з Ліпських. Закінчив школу C. K. O. в Москві. Початково вивчав право. 1921 року переїхав до Варшави, де поступив на факультет архітектури Варшавської політехніки. 9 жовтня 1923 одружився з Іреною Новаковською. 1926 року закінчив навчання. Разом з однокурсниками заснував групу «Praesens», яка була філіалом Міжнародного конгресу сучасної архітектури (Congrès International d'Architecture Moderne — CIAM). До неї входили молоді архітектори, живописці, скульптори лівих поглядів. Група видавала однойменний часопис. Приятелював з Юзефом Шанайцею, з яким спільно створив близько 150 проєктів. Понад 40 із них було реалізовано. У 1940-1944 роках викладав у Таємній школі будівництва у Варшаві. У повоєнний час працював в Архітектурній майстерні «ZOR», з якої звільнився через незгоду з позицією начальства при будівництві мікрорайону «Муранув». Від 1945 року викладав у Варшавській політехніці. У 1949–1952 роках був деканом архітектурного факультету. Брав участь у численних конкурсах. Зокрема у 62 із них отримав відзнаки. 1927 року на вставці SAP експонував низку проєктів, виконаних спільно з Шанайцею. Член Спілки архітекторів республіки Польща (SARP). 1984 року відзначений почесною нагородою SARP. Помер у Варшаві.

## Роботи
- Вілла Шиллерів на Саській Кемпі у Варшаві (1929, співавтор Юзеф Шанайца).
- Власна вілла на вулиці Катовицькій у Варшаві (1929).
- Павільйон фірми «Centrocement» на Загальній крайовій виставці у Познані (1929).[2]
- Колонія житлових будинків для працівників Закладу соціального страхування у Варшаві. Розташована між вулицями Дзєннікарською, Сулковського, Промика і Богомольця. 1935 рік, співавтори Юзеф Шанайца, Роман Пьотровський, Ян Реда.[3]
- Польський павільйон на Міжнародній виставці у Парижі 1937 року. Відзначений гран прі виставки. Співавтор Юзеф Шанайца.
- Санаторій для хворих на туберкульоз у місті Гостинін. Реалізація проєкту тривала протягом 1938–1940 років. Співавтор Юзеф Шанайца.[4]
- Дім управління пошти на вулиці Тарговій у Варшаві в місцевості Прага. Співавтор Юзеф Шанайца. Будівництво завершено 1946 року.
- Дім PKO на вулиці Маршалковській у Варшаві (1947).
- Житловий квартал Муранув Полудньови у Варшаві.
- Дім Польського радіо у Варшаві.
- Низка житлових будинків Фонду військового квартирування у Ковелі (1930-х, співавтори Юзеф Шанайца, Володимир Вінклер).[5]
- Будинок Фонду військового квартирування в Івано-Франківську (1930-х, співавтори Юзеф Шанайца, Володимир Вінклер).[5]
- Пошта в Івано-Франківську (1930-ті, співавтори Юзеф Шанайца, Володимир Вінклер).[5]

## Нереалізовані
- Перше місце серед проєктів дешевих житлових будинків на виставці 1926 року у Львові. Співавтори Лех Немоєвський і Юзеф Шанайца.[6]
- Конкурсний проєкт будинку Школи політичних наук. 1926 рік, співавтор Юзеф Шанайца. Експонувався на вставці SAP 1927 року.[1]
- Проєкт вілли у Гдині, створений до 1927 року, співавтор Юзеф Шанайца. Експонувався на вставці SAP 1927 року.[1]
- Проєкт двору в Цеханках, створений до 1927 року. Експонувався на вставці SAP 1927 року.[1]
- Конкурсний проєкт будинку Ліги Націй у Женеві (1927, співавтори Юзеф Шанайца, Станіслав Гемпель).[7]
- Два конкурсні проєкти будівлі Міністерства пошти і телеграфу у Варшаві. 1929 рік. Один здобув відзнаку, другий був придбаний журі. Співавтори Юзеф Шанайца Конрад Вінклер.[8]
- Проєкт храму Провидіння Господнього у Варшаві на другому (закритому) конкурсі на цей костел, що проводився 1931 року. Співавтор Юзеф Шанайца.[9] Французький журнал L'Architecture d'aujourd'hui № 5 за 1932 рік опублікував 6 ілюстрацій проєкту.[10]
- Проєкт невеликого дешевого приватного будинку. Експонувався 1932 року на виставці «Tani Dom Własny» у Варшаві, в місцевості Бєляни. Співавтор Юзеф Шанайца.[11]
- Два проєкти регуляції площі Пілсудського у Варшаві. Розроблені для конкурсу, на якому один з проєктів здобув III місце, а другий був придбаний журі. Співавтори Юзеф Шанайца, Барбара Брукальська, Станіслав Брукальський.[12]
- Конкурсний проєкт польського павільйону для Міжнародної виставки в Нью-Йорку 1939 року. Конкурс відбувся 1938 року. Проєкт здобув одне з двох рівнозначних IV місць. Співавтор Юзеф Шанайца.[13]
- Конкурсний проєкт головної брами іподрому в місцевості Служевєц у Варшаві. Співавтор Юзеф Шанайца.